# Sistema de lanzamiento espacial

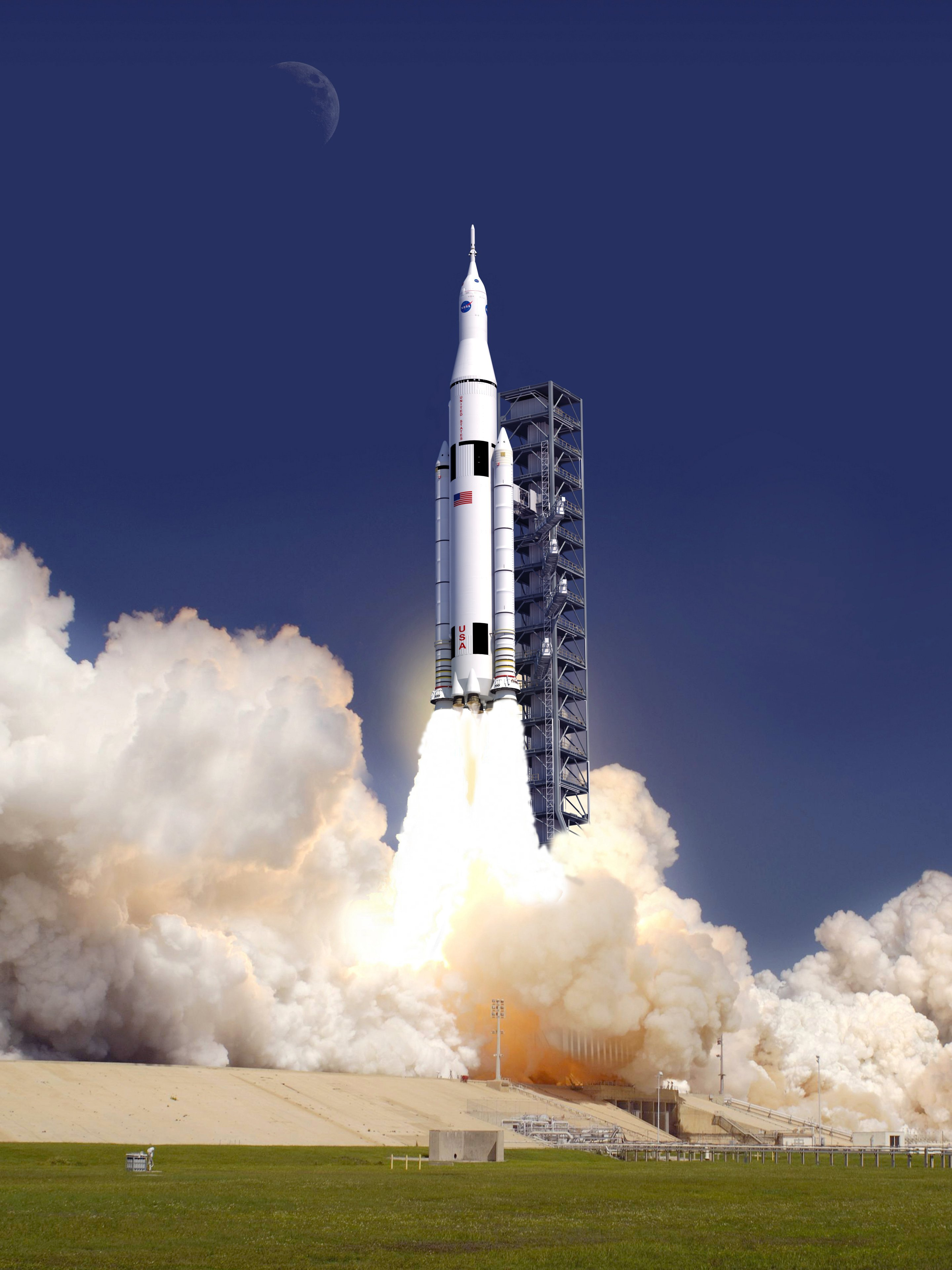
Ilustración artística del futuro SLS.

El sistema de lanzamiento espacial (en inglés: "Space Launch System" o "SLS"), es un vehículo de lanzamiento no recuperable superpesado estadounidense que está siendo desarrollado por la NASA desde 2011. El primer lanzamiento, denominado Artemis 1, tuvo lugar el 16 de noviembre de 2022 a las 06:47 UTC desde el Centro Espacial Kennedy. El SLS sustituye a los vehículos de lanzamiento Ares I y Ares V, que fueron cancelados junto con el resto del programa Constelación, un programa anterior destinado a volver a la Luna. El SLS está destinado a convertirse en el sucesor del retirado transbordador espacial y en el principal vehículo de lanzamiento de los planes de exploración del espacio profundo de la NASA hasta finales de la década de 2030. En el marco del programa Artemis se prevén vuelos lunares con tripulación, que conducirán a una posible misión humana a Marte. El SLS se está desarrollando en tres grandes fases con capacidades crecientes: Block 1, Block 1B y Block 2. A partir de noviembre de 2022, los vehículos de lanzamiento SLS Block 1 van a lanzar las tres primeras misiones Artemis y está previsto que cinco vuelos posteriores del SLS utilicen el Block 1B, tras lo cual todos los vuelos utilizarán el Block 2.
El SLS lanzó la nave Orión en el marco del programa Artemis, utilizando las instalaciones de operaciones terrestres y de lanzamiento del Centro Espacial Kennedy de la NASA en Florida el 16 de noviembre de 2022. Se prevé que Artemis utilice como máximo un SLS cada año hasta al menos 2030. El SLS se lanzó por primera vez desde el LC-39B en el Centro Espacial Kennedy.
El primer lanzamiento fue ordenado originalmente por el Congreso para diciembre de 2016, pero se ha retrasado al menos dieciséis veces, añadiendo casi seis años al calendario original de seis años.

## Diseño y desarrollo

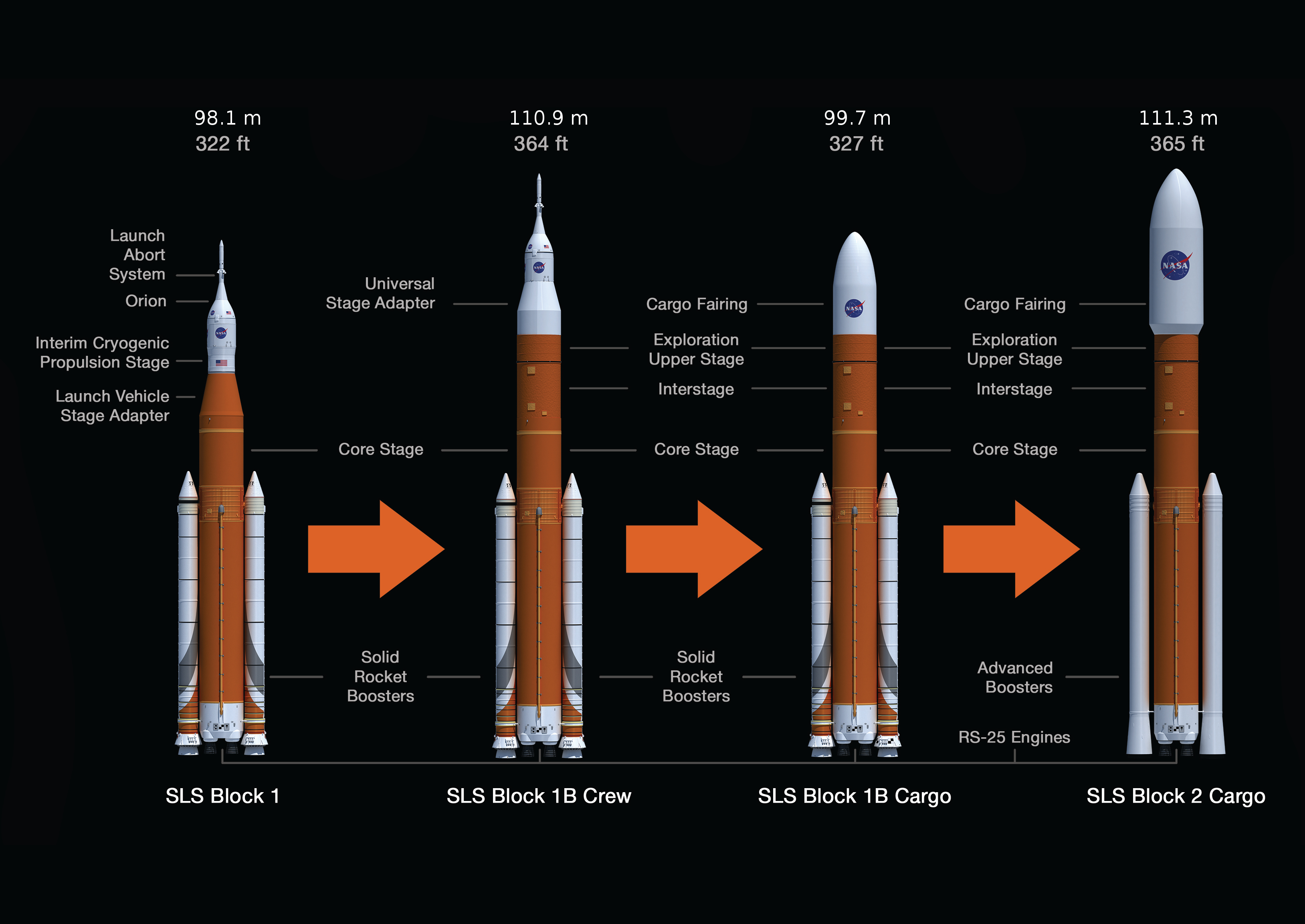
La ruta de actualización planificada del sistema de lanzamiento espacial

El 14 de septiembre de 2011, la NASA anunció su selección de diseño para el nuevo sistema de lanzamiento, declarando que, en combinación con la nave espacial Orión, llevaría a los astronautas de la agencia más lejos en el espacio que nunca antes y proporcionaría la piedra angular para los futuros programas de exploración espacial tripulada.
Se planean tres versiones del vehículo de lanzamiento SLS: Bloque 1, Bloque 1B y Bloque 2. Cada uno utilizará la misma etapa central con cuatro motores principales, pero el Bloque 1B contará con una segunda etapa más potente llamada Etapa Superior de Exploración (EUS). El bloque 2 combinará el EUS con boosters aumentados. El bloque 1 tiene la capacidad de colocar una carga básica de 70 toneladas en órbita terrestre baja (OTB o LEO por sus siglas en inglés), mientras que el bloque 1B llegará hasta las 105 toneladas. El Bloque 2 propuesto tendrá una capacidad de 130 toneladas (LEO), que es similar a la de Saturno V.  Algunas fuentes afirman que esto haría al SLS el más capaz vehículo pesado jamás construido, aunque el Saturno V elevó aproximadamente 140 toneladas métricas a LEO en la misión Apolo 17.
Durante el desarrollo del SLS se consideraron varias configuraciones, incluyendo un bloque 0 con tres motores principales, una variante del bloque 1A que habría mejorado los propulsores del vehículo en vez de su segunda etapa, y un bloque 2 con cinco motores principales y una segunda etapa diferente, la etapa de salida de la Tierra, con hasta tres motores J-2X.  En febrero de 2015, se informó de que las evaluaciones de la NASA habían mostrado un "rendimiento superior" en la comparativa entre las configuraciones de Bloque 1 y Bloque 1B.
El 31 de julio de 2013, la SLS aprobó la Revisión Preliminar de Diseño (PDR). La revisión abarcó todos los aspectos del diseño del SLS, no sólo el cohete principal y los auxiliares ("boosters"), sino también el sistema de apoyo en tierra y la logística. El 7 de agosto de 2014, el bloque 1 de SLS pasó un hito conocido como Punto de Decisión Clave C y entró en desarrollo a gran escala, con una fecha estimada de lanzamiento de noviembre de 2018.

## Características

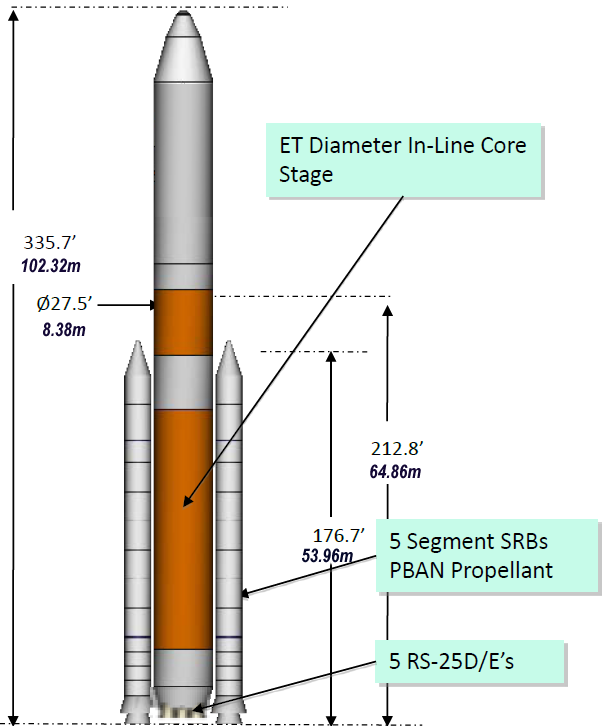
Diseño preliminar.

El diseño de este vehículo será similar al del Saturno V, siendo un poco más grande y entre un 10 y un 20% más potente que éste, siendo pues un sistema capaz de lanzar misiones más allá de la órbita terrestre.

### Reducción de costes
Con objeto de reducir costes, el nuevo diseño será modular. Esto permitirá por un lado optimizar el gasto de cada lanzamiento, ajustando la configuración del cohete a las necesidades específicas de cada misión. Por otro lado, también permitirá dosificar la inversión en desarrollo, al aplazar el diseño de los módulos de potencia extra para cuando los módulos básicos estén ya finalizados. Esta filosofía de desarrollo ocasionará que las capacidades del SLS vayan aumentando progresivamente a lo largo de la década de 2020, para alcanzar su funcionalidad completa en torno a 2032.
También reutilizará componentes tanto del finalizado programa Shuttle (STS), como del cancelado programa Constelación. El cohete constará de dos etapas y podría usar combustible líquido en contraposición al sólido que se empleaba hasta la fecha; sin embargo esta característica no es definitiva, pues el diseño de la primera etapa del cohete está supeditado esencialmente al rendimiento de las distintas propuestas que se presenten.
Para las misiones tripuladas de esta lanzadera está previsto continuar con el diseño en curso de la nave Orión.

## Descripción del vehículo

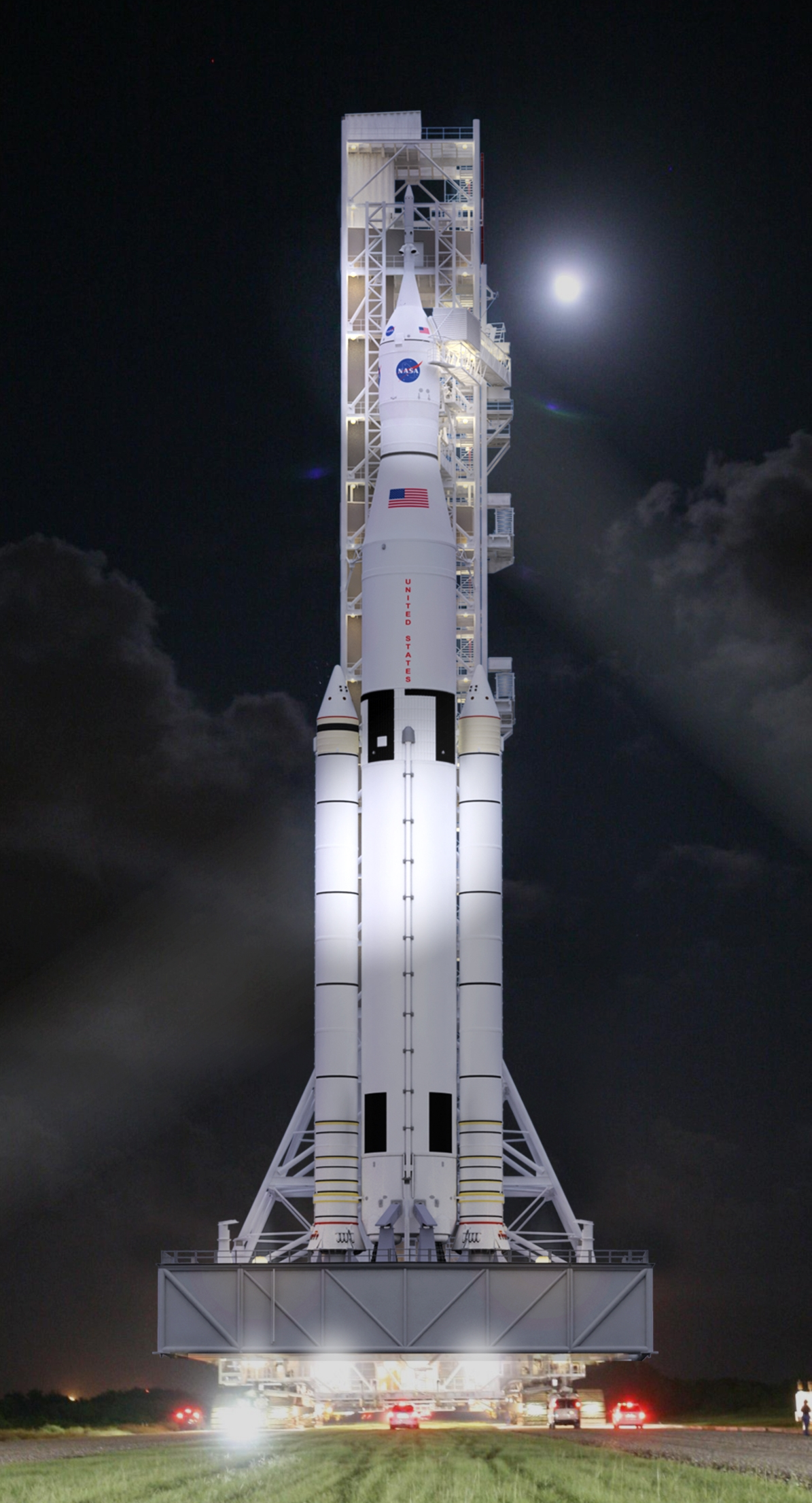
Representación artística del SLS Bloque 1 con su esquema de pintura en blanco y negro más antiguo, mostrando la etapa de núcleo grande, dos SRB de 5 segmentos y la etapa superior más pequeña.

### Etapa central
La Etapa Central del Sistema de Lanzamiento Espacial tendrá un diámetro de 8,4 metros y utilizará cuatro motores RS-25. Los vuelos iniciales utilizarán motores RS-25D modificados que queden del programa del transbordador espacial , se espera que los vuelos posteriores cambien a una versión más barata del motor no destinada a ser reutilizada. La estructura de la etapa consistirá en un tanque externo modificado del transbordador espacial con la sección de popa adaptada para aceptar el sistema de propulsión principal (MPS) del cohete y la tapa convertida para recibir una estructura entre etapas. Será fabricado en la planta de montaje de Michoud.
La etapa central será común en todas las evoluciones actualmente planificadas del SLS. La planificación inicial incluyó estudios de una configuración más pequeña del bloque 0 con tres motores RS-25, que fue eliminado para evitar la necesidad de rediseñar sustancialmente la etapa del núcleo para las variantes de mayor alcance. Del mismo modo, mientras que los primeros planes del bloque 2 incluían cinco motores RS-25 en el núcleo, se cambió posteriormente a una configuración con cuatro motores.

### Propulsores

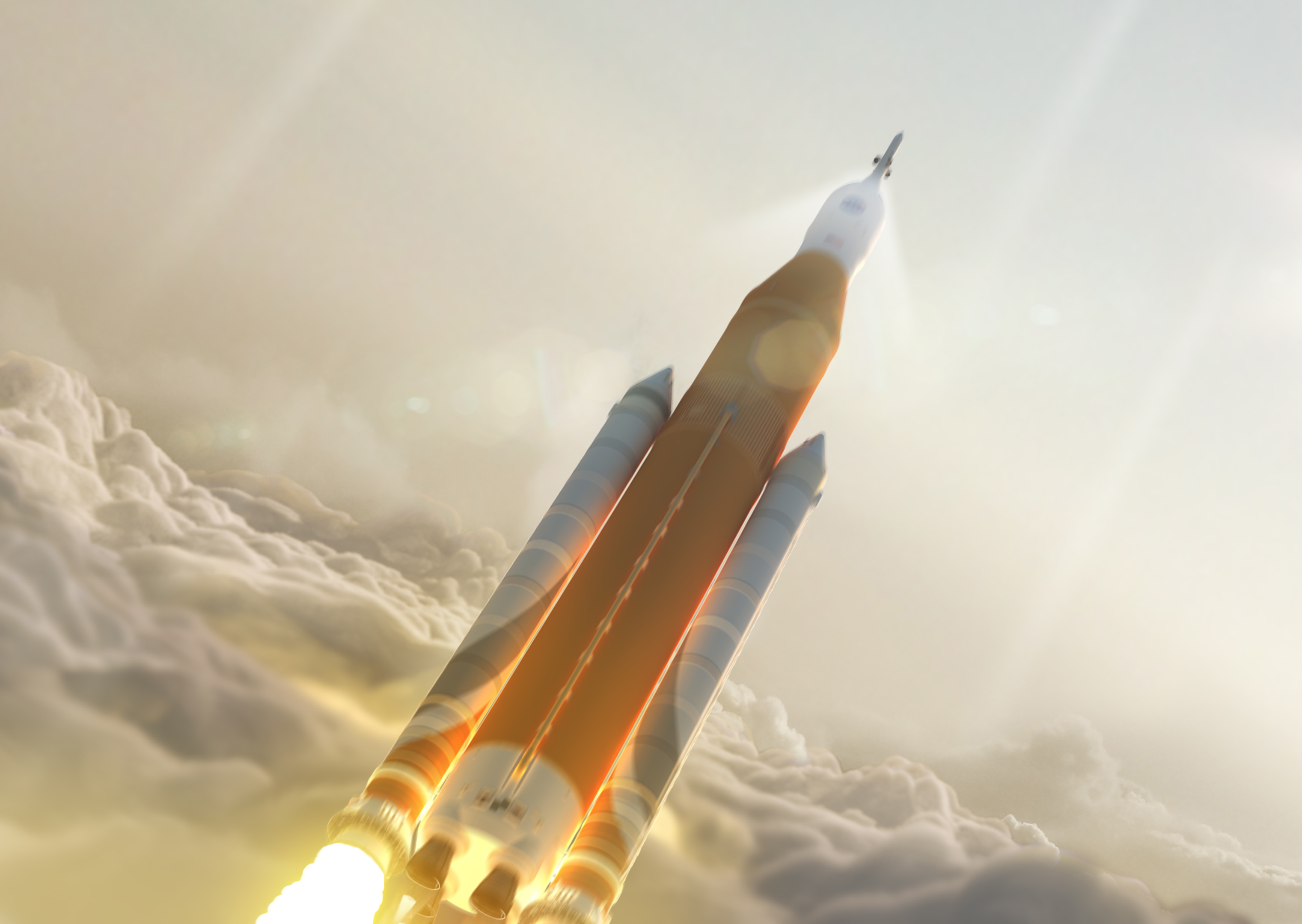
Representación artística del bloque 1 del SLS

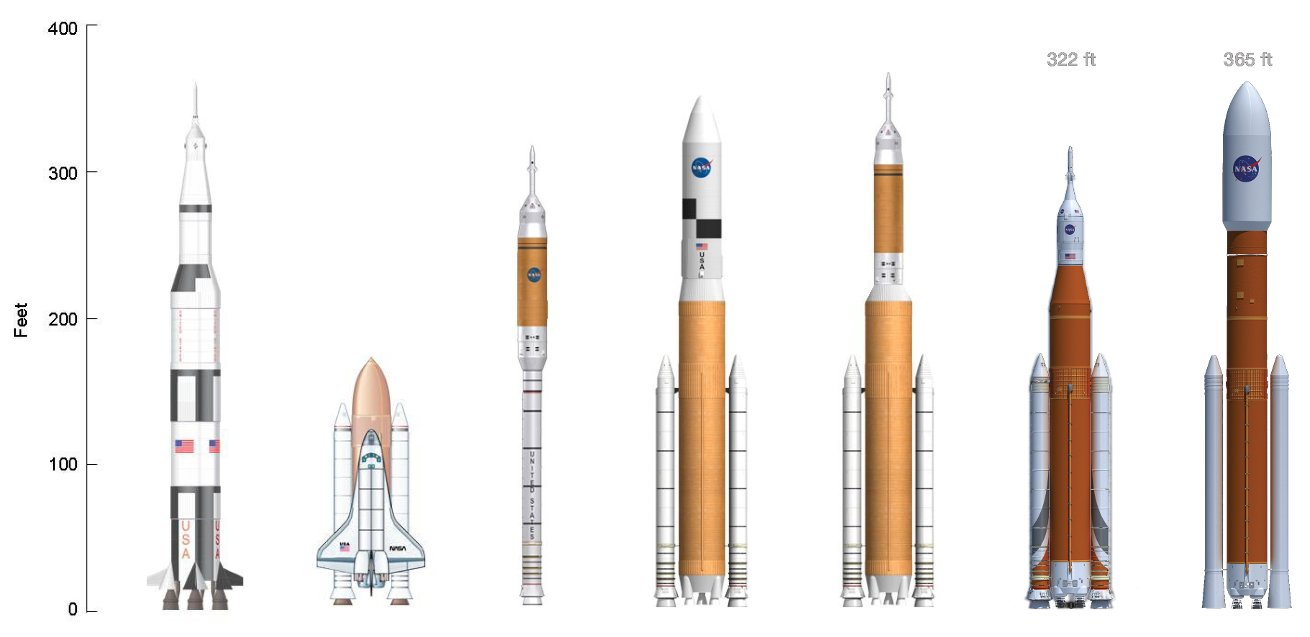
Comparación del Saturn V, del transbordador espacial, Ares I, del Ares V, del Ares IV, del SLS Bloque 1 y del SLS Bloque 2

#### Propulsores derivados de lalanzadera espacial
Los bloques 1 y 1B del SLS usarán dos cohetes de combustible sólido (SRBs) de cinco segmentos, los cuales están basados en los  del Transbordador Espacial de cuatro segmentos. Las modificaciones para el SLS incluyeron la adición de un segmento de refuerzo central, una nueva aviónica, y un nuevo aislamiento que elimina el asbesto del SRB de la lanzadera y es 860 kilogramos más ligero. Los SRB de cinco segmentos proporcionan aproximadamente un 25% más de impulso total que los SRBs del Shuttle y no se recuperarán después del uso.
Orbital ATK (antes Alliant Techsystems) ha completado pruebas de ignición estática de duración completa de los SRBs de cinco segmentos. Estos incluyen la activación exitosa de tres motores de desarrollo (DM-1 a DM-3) entre 2009 y 2011. El motor DM-2 fue enfriado hasta una temperatura de 4 °C en el núcleo, y el DM-3 se calentó por encima de los 32 °C para validar el rendimiento a temperaturas extremas. El Motor de Calificación 1 ( en siglas en inglés QM-1) fue probado el 10 de marzo de 2015. El Motor de Calificación 2 fue probado con éxito el 28 de junio de 2016. Era la prueba final en tierra antes de la Misión de Exploración 1 (en siglas en inglés EM-1).

#### Aceleradores avanzados
Para el bloque 2, la NASA planea cambiar los SRB de cinco segmentos derivados del Shuttle por aceleradores avanzados.  Esto ocurrirá después del desarrollo de la etapa superior de exploración para el bloque 1B. Los planes iniciales habrían desarrollado impulsores avanzados antes de una segunda etapa actualizada; esta configuración se llamó inicialmente Bloque 1A. En 2012 la NASA planeaba seleccionar estos nuevos cohetes auxiliares por medio de la llamada Advanced Booster Competition (Competencia para aceleradores avanzados), que debía ser celebrada en 2015.  Varias empresas propusieron aceleradores para esta competencia:
- Aerojet, en asociación con Teledyne Brown, ofreció un propulsor alimentado por tres motores AJ1E6, que sería un nuevo motor de combustión en etapas de oxidación rica en LOX / RP-1. Cada motor AJ1E6 produciría un empuje de 4900 kN utilizando una sola turbobomba para suministrar los propergoles a una cámaras de combustión dual. El 14 de febrero de 2013, la NASA adjudicó a Aerojet un contrato de 23,3 millones de dólares, de 30 meses, para construir un inyector principal y una cámara de empuje de 2400 kN.

- ATK propuso un SRB avanzado apodado "Dark Knight". Este booster cambiaría de un cuerpo de acero a otro hecha de material compuesto más ligero, usaría un propulsor más energético y reduciría el número de segmentos de cinco a cuatro. Entregaría un empuje máximo de más de 20.000 kN y pesaría 790.000 kg en el momento del encendido. Según ATK, el refuerzo avanzado sería un 40% más barato que el SRB de cinco segmentos derivado del Shuttle. No está claro si el booster permitirá al SLS poner en órbita en la LEO las 130 t requeridas sin la adición de un quinto motor a la etapa del núcleo,  pues un análisis 2013 indicó una capacidad máxima de 113 t con el núcleo básico de cuatro motores.

- Pratt & Whitney Rocketdyne y Dynetics propusieron un cohete de combustible líquido llamado "Pyrios". El booster usaría dos motores F-1B que juntos entregarían un empuje máximo de 16000 kN en total, y serían capaces de acelerar continuamente hasta un mínimo de 12000 kN. El F-1B se derivaría del motor F-1, que impulsó la primera etapa del Saturno V. Habría sido más fácil de montar, con menos piezas y un diseño simplificado, al tiempo que proporcionaría una mayor eficiencia y un incremento de empuje de 110 kN.  Las estimaciones de 2012 indicaron que el booster de Pyrios podría aumentar la carga útil en órbita baja terrestre del bloque 2 a 150 t, 20 t más que la configuración básica.

Christopher Crumbly, gerente de la oficina de desarrollo avanzado de SLS de la NASA en enero de 2013, comentó sobre la competición del booster que "el F-1 tiene grandes ventajas porque es un generador de gas y tiene un ciclo muy simple. El ciclo de combustión en etapas ricas en oxígeno (el motor de Aerojet) tiene grandes ventajas porque tiene un impulso específico superior. Los rusos han estado volando con exceso de oxígeno durante mucho tiempo, cualquiera de los dos puede funcar, los sólidos (de ATK) podrían funcionar". 
Un análisis posterior mostró que la configuración del bloque 1A daría como resultado una alta aceleración que sería inadecuada para Orión y podría requerir un rediseño costoso del núcleo del bloque 1. En 2014, la NASA confirmó el desarrollo del Bloque 1B en lugar del Bloque 1A y canceló la competición para los aceleradores en 2015. En febrero de 2015, se informó que se esperaba que SLS volara con el SRB de cinco segmentos hasta por lo menos finales de 2020 y se evaluaron las modificaciones en la plataforma de lanzamiento 39B, la fosa de llama y la plataforma de lanzamiento móvil del SLS basado en aceleradores de combustible sólido.

### Etapa superior

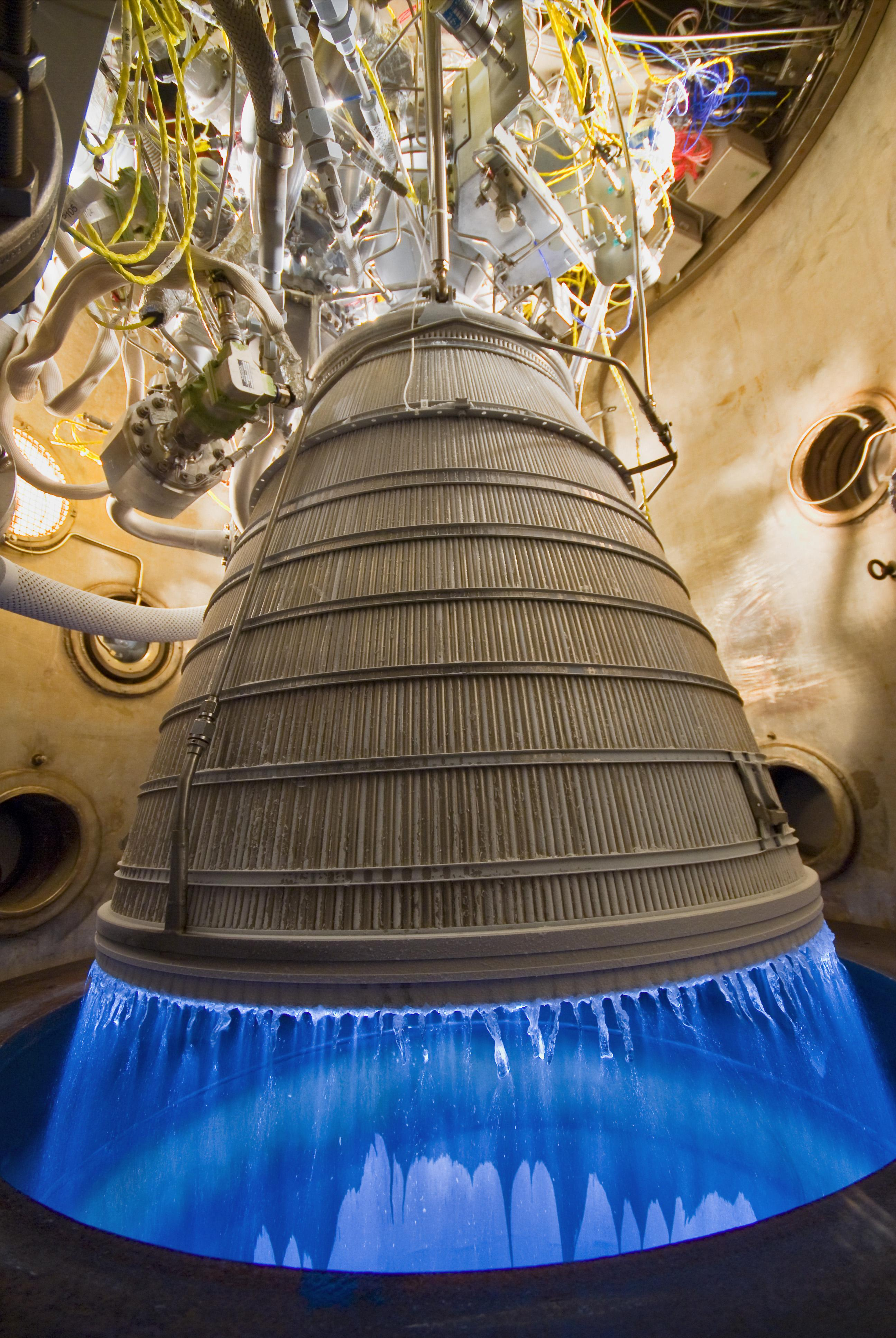
Un motor RL10, como el que se muestra arriba, se utilizará como motor de segunda etapa en las etapas superiores de ICPS y EUS.

#### Etapa de propulsión criogénica provisional
El bloque 1, programado para volar la Misión de Exploración 1 (EM-1) para noviembre de 2018, usará la Etapa de Propulsión Criogénica Interina (ICPS). Esta etapa será una modificada Delta IV de 5 metros Delta Cryogenic Segunda Etapa (DCSS),  y será alimentado por un solo RL10B-2. El bloque 1 será capaz de elevar 70 t en esta configuración, sin embargo el ICPS será considerado parte de la carga útil y se colocará en una trayectoria suborbital inicial de 1800 km por 93 km para garantizar la eliminación segura de la etapa central. ICPS realizará una quemadura de inserción orbital en el apogeo, y luego una inyección translunar quemar para enviar el Orion desenroscado en una excursión circunlunar. 

#### Exploración Etapa Superior
La Etapa Superior de Exploración (EUS) está programada para debutar en la Misión de Exploración 2 (EM-2). Se espera que sea utilizado por el Bloque 1B y Bloque 2 y, al igual que la etapa central, tiene un diámetro de 8,4 metros. El EUS debe ser alimentado por cuatro motores RL10, completar la fase de ascenso SLS y luego volver a encenderse para enviar su carga útil a destinos más allá de la órbita terrestre baja, similar al papel desempeñado por la 3.ª etapa del Saturno V, la J -2 alimentado S-IVB. 

#### Otras etapas superiores
- La etapa de la salida de la tierra, accionada por los motores J-2X, sería la etapa superior del bloque 2 SLS tenía NASA decidido desarrollar el bloque 1A en vez del bloque 1B y del EUS.

- En 2013, la NASA y Boeing analizaron el desempeño de varias opciones de segunda etapa. El análisis se basó en una carga de propulsor utilizable de segunda etapa de 105 toneladas métricas, excepto para el Bloque 1 y el ICPS, que transportará 27,1 toneladas métricas. Se estudió la etapa superior del ICPS y las etapas superiores usando cuatro motores RL10 y dos motores MB60 y un motor J-2X. En 2014, la NASA también consideró el uso de la Vinci Europea en lugar de la RL10. El Vinci ofrece el mismo impulso específico, pero con un empuje del 64% mayor, lo que permitiría una reducción de uno o dos de los cuatro motores de segunda etapa para el mismo rendimiento a un costo menor. Las misiones de exploración robótica a Europa, luna de Júpiter helada, se consideran cada vez más bien adaptadas a las capacidades de elevación del SLB del bloque 1B.

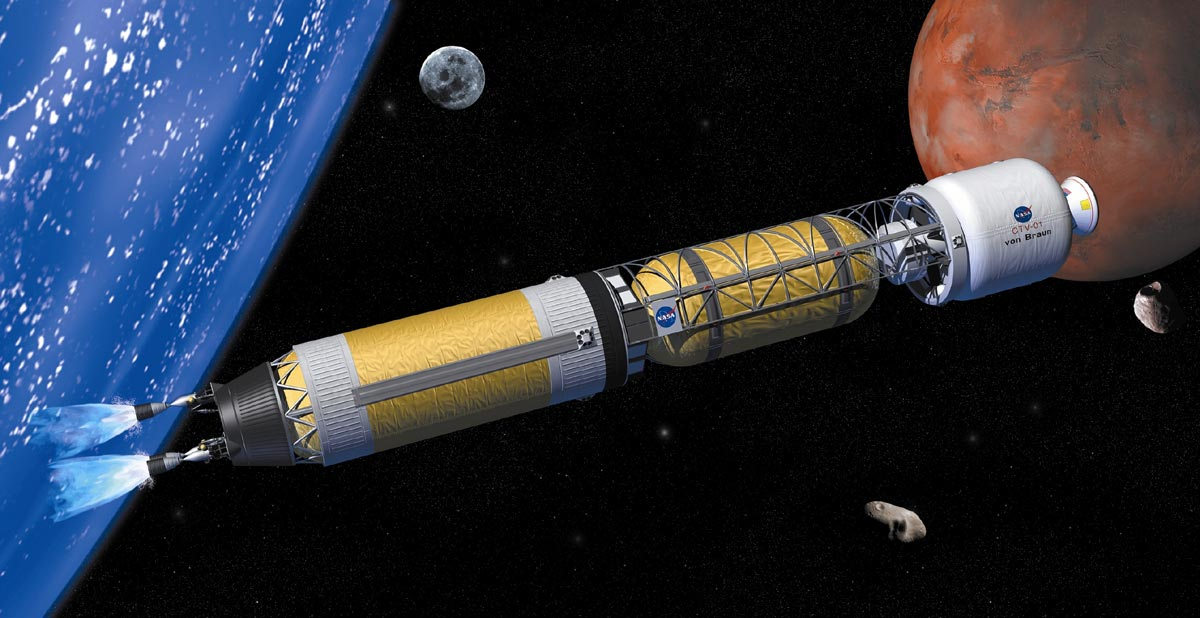
Los motores nucleoeléctricos nucleares Bimodal en el vehículo de transferencia de Marte (MTV). Lanzado en frío, sería montado en órbita por una serie de bloque 2 del SLS ascensores de carga útil. La cápsula del tripulante Orion está acoplada a la derecha.

- Un motor más allá-LEO para el viaje interplanetario de la órbita de tierra a la órbita de Marte, y la parte posterior, se está estudiando a partir de 2013 en el centro del vuelo espacial de Marshall con un foco en los motores nucleares del cohete termal (NTR). En las pruebas históricas de tierra, las NTR demostraron ser al menos dos veces más eficientes que los motores químicos más avanzados, lo que permite un tiempo de transferencia más rápido y una mayor capacidad de carga. La duración más corta de los vuelos, estimada en 3-4 meses con motores NTR, en comparación con 8-9 meses utilizando motores químicos , reduciría la exposición de la tripulación a los rayos cósmicos potencialmente dañinos y difíciles de proteger.  Los motores NTR, como el Pewee de Project Rover, fueron seleccionados en la Arquitectura de Referencia de Diseño de Marte (DRA).[50][51][52]

## Calendario de misiones del SLS
La siguiente lista incluye solo misiones confirmadas.
| Misión                           | Acrónimo | Cohete                   | Con tripulación | Fecha de lanzamiento    | Estado      | Duración                       | Resumen de la Misión | Destino                                         | Referencia |
| -------------------------------- | -------- | ------------------------ | --------------- | ----------------------- | ----------- | ------------------------------ | --- | ----------------------------------------------- | --- |
| Artemis 1                        | EM-1     | SLS Bloque 1 Tripulación | No              | 16 de noviembre de 2022 | Éxito       | 25 días, 10 horas y 53 minutos | Envío de la cápsula Orión en un viaje alrededor de la Luna, despliegue de otros 6 CubeSats pequeños.                                                                    | Órbita lunar                                    | [ 29 ] [ 55 ] |
| Europa Clipper                   | EC       | SLS Bloque 1B Carga      | No              | Octubre de 2024         | Cancelado   |                                | Misión de clase Discovery sin tripulación para explorar Europa. Se espera que sea lanzado para 2024.                                                                    | Órbita joviana                                  | [ 56 ] [ 57 ] [ 58 ] |
| Artemis 2                        | EM-2     | SLS Block 1 Tripulación  | Si              | Abril de 2026           | Planificado | 8-21 días                      | La cápsula Orion (tripulación 1) realiza un sobrevuelo lunar similar al de la EM-1, siendo la primera misión tripulada de la cápsula Orion                              | Órbita lunar                                    | [ 58 ] [ 59 ] [ 60 ] [ 61 ] [ 62 ] |
| Artemis 3                        | EM-3     | SLS Bloque 1 Tripulación | Si              | 2028                    | Planificado | 16-26 días                     | La cápsula de Orión se acoplará con un aterrizador privado en órbita para llevar a un hombre y a una mujer a la superficie lunar.                                       | Alunizaje                                       | [ 63 ] [ 64 ] |
| Artemis 4                        | EM-4     | SLS Block 1B Tripulación | Si              | 2028                    | Planificado | 26-42 días                     | La cápsula Orion, tripulada entrega el módulo "I-Hab" a la estación espacial Gateway, para posteriormente realizar el segundo alunizaje programado con un Starship HLS. | Órbita lunar                                    | http://www.waaytv.com/space_alabama/how-nasa-plans-to-put-boots-on-mars-using-huntsville/article_6e3453de-13c5-11e7-847e-3fe56b428c09.html (enlace roto disponible en Internet Archive; véase el historial, la primera versión y la última). |
| Artemis 5                        | EM-5     | SLS Block 1B Tripulación | Si              | 2026                    | Planificado | 26-42 días                     | La cápsula Orion (tripulación: 4) entrega a órbita lunar el módulo de la cámara de aire de la Gateway.                                                                  | Órbita lunar                                    | http://www.waaytv.com/space_alabama/how-nasa-plans-to-put-boots-on-mars-using-huntsville/article_6e3453de-13c5-11e7-847e-3fe56b428c09.html (enlace roto disponible en Internet Archive; véase el historial, la primera versión y la última). |
| Misión de Exploración 6          | EM-6     | SLS Block 1B Carga       | No              | 2027                    | Planificado |                                | Transporte espacial profundo (DST) a la Gateway. | Órbita lunar                                    | http://www.waaytv.com/space_alabama/how-nasa-plans-to-put-boots-on-mars-using-huntsville/article_6e3453de-13c5-11e7-847e-3fe56b428c09.html (enlace roto disponible en Internet Archive; véase el historial, la primera versión y la última). |
| Misión de Exploración 7          | EM-7     | SLS Block 1B Tripulación | Si              | 2027                    | Planificado | 191-221 días                   | Cápsula Orion (tripulación: 4) - misión de salida de DST. | Órbita lunar                                    | http://www.waaytv.com/space_alabama/how-nasa-plans-to-put-boots-on-mars-using-huntsville/article_6e3453de-13c5-11e7-847e-3fe56b428c09.html (enlace roto disponible en Internet Archive; véase el historial, la primera versión y la última). |
| Misión de Exploración 8          | EM-8     | SLS Block 1B Carga       | No              | 2028                    | Planificado |                                | Logística de carga y misión de reabastecimiento. | Órbita lunar                                    | http://www.waaytv.com/space_alabama/how-nasa-plans-to-put-boots-on-mars-using-huntsville/article_6e3453de-13c5-11e7-847e-3fe56b428c09.html (enlace roto disponible en Internet Archive; véase el historial, la primera versión y la última). |
| Misión de Exploración 9          | EM-9     | SLS Block 2 Tripulación  | Si              | 2029                    | Planificado | 1 año                          | Cápsula Orion (tripulación: 4) - DST de larga duración. | Órbita lunar                                    | http://www.waaytv.com/space_alabama/how-nasa-plans-to-put-boots-on-mars-using-huntsville/article_6e3453de-13c5-11e7-847e-3fe56b428c09.html (enlace roto disponible en Internet Archive; véase el historial, la primera versión y la última). |
| Misión de Exploración 10         | EM-10    | SLS Block 2 Cargo        | No              | 2030                    | Planificado |                                | Logística de carga y misión de reabastecimiento | Órbita lunar                                    | http://www.waaytv.com/space_alabama/how-nasa-plans-to-put-boots-on-mars-using-huntsville/article_6e3453de-13c5-11e7-847e-3fe56b428c09.html (enlace roto disponible en Internet Archive; véase el historial, la primera versión y la última). |
| Misión de Exploración 11         | EM-11    | SLS Block 2 Tripulación  | Si              | 2033                    | Planificado | 2 años                         | Vuelo interplanetario | Órbita marciana                                 | http://www.waaytv.com/space_alabama/how-nasa-plans-to-put-boots-on-mars-using-huntsville/article_6e3453de-13c5-11e7-847e-3fe56b428c09.html (enlace roto disponible en Internet Archive; véase el historial, la primera versión y la última). |
| Asteroid Redirect Crewed Mission | ARCM     | SLS Block 1B Tripulación | Si              | 2026                    | Cancelado   |                                | Enviar una cápsula Orion con cuatro miembros de la tripulación a un asteroide que había sido robóticamente capturado.                                                   | La Luna y un asteroide capturado robóticamente. | [ 65 ] [ 66 ] |